# Davidite-(Ce)
La davidite-(Ce) è un minerale appartenente al gruppo della crichtonite.